# Campionati del mondo di duathlon long distance del 2002
I Campionati del mondo di duathlon long distance del 2002 (VI edizione) si sono tenuti a Zofingen in Svizzera.
Tra gli uomini ha vinto lo svizzero Olivier Bernhard, mentre la gara femminile è andata per la seconda volta consecutiva alla svizzera Karin Thürig.

## Risultati

### Élite uomini
| Pos. | Atleta                   | Paese       | Corsa | Bici    | Corsa   | Totale  |
| ---- | ------------------------ | ----------- | ----- | ------- | ------- | ------- |
|      | Olivier Bernhard         | Svizzera    | 32:04 | 4:00:13 | 1:51:03 | 6:24:37 |
|      | Stefan Riesen            | Svizzera    | 32:06 | 3:57:01 | 1:55:21 | 6:25:35 |
|      | Huub Maas                | Paesi Bassi | 32:05 | 4:00:13 | 1:57:32 | 6:31:16 |
| 4    | Juan Antonio Guirao Caro | Spagna      | 32:04 | 3:59:53 | 1:58:49 | 6:32:24 |
| 5    | Olaf Sabatschus          | Germania    | 32:03 | 4:00:10 | 1:59:12 | 6:33:03 |
| 6    | Ronnie Schildknecht      | Svizzera    | 32:21 | 3:59:43 | 2:02:10 | 6:36:02 |
| 7    | Clas Björling            | Svezia      | 33:48 | 4:04:40 | 1:57:29 | 6:37:49 |
| 8    | Vincent Aldebert         | Francia     | 33:02 | 4:06:13 | 2:00:30 | 6:41:30 |
| 9    | Stig Brahe Soerensen     | Danimarca   | 33:56 | 4:04:58 | 2:01:27 | 6:42:06 |
| 10   | Martin Leumann           | Svizzera    | 33:37 | 4:04:59 | 2:02:05 | 6:42:35 |

### Élite donne
| Pos. | Atleta                | Paese         | Corsa | Bici    | Corsa   | Totale  |
| ---- | --------------------- | ------------- | ----- | ------- | ------- | ------- |
|      | Karin Thürig          | Svizzera      | 37:50 | 4:07:04 | 2:17:04 | 7:04:08 |
|      | Ariane Schumacher     | Svizzera      | 39:09 | 4:35:03 | 2:23:23 | 7:39:22 |
|      | Bella Comerford       | Regno Unito   | 37:37 | 4:53:54 | 2:09:41 | 7:43:09 |
| 4    | Dorte Morell          | Danimarca     | 41:35 | 4:39:23 | 2:27:47 | 7:50:25 |
| 5    | Maja Jacober          | Svizzera      | 41:22 | 4:41:52 | 2:28:54 | 7:54:54 |
| 6    | Brigitte Niederberger | Svizzera      | 40:27 | 5:02:52 | 2:27:16 | 8:12:29 |
| 7    | Nicole Klingler       | Liechtenstein | 40:13 | 5:01:43 | 2:30:18 | 8:14:28 |
| 8    | Jane Fardell          | Australia     | 37:37 | 5:11:13 | 2:24:04 | 8:15:17 |
| 9    | Katrin Aeschlimann    | Svizzera      | 41:36 | 4:58:04 | 2:47:51 | 8:29:50 |
| 10   | Martine Vanhoolandt   | Belgio        | 41:36 | 5:08:30 | 2:41:44 | 8:34:33 |